# Gaidropsarus mediterraneus
Espèce
Synonymes
- Enchelyopus mediterraneus (Linnaeus, 1758)[1]
- Gadus argenteolus Montagu, 1818[1]
- Gadus fuscus Risso, 1810[1]
- Gadus jubatus Pallas, 1814[1]
- Gadus mediterraneus Linnaeus, 1758[1]
- Gadus tricirratus Brünnich, 1768[1]
- Gaidropsarus mustellaris Rafinesque, 1810[1]
- Gaidropsaurus mediterraneus (Linnaeus, 1758)[1]
- Merlangus communis Costa, 1844[1]
- Motella communis Costa, 1844[1]
- Motella fusca (Risso, 1810)[1]
- Motella mediterranea (Linnaeus, 1758)[1]
- Mustela fusca (Risso, 1810)[1]
- Onos fusca (Risso, 1810)[1]
- Onos mediterraneus (Linnaeus, 1758)[1]
- Onos sellai Cipria, 1938[1]

Gaidropsarus mediterraneus, communément appelée la Motelle de Méditerranée, est une espèce de poissons marins de la famille des Gadidae ou des Lotidae selon les classifications.
Comme l'espèce voisine, la Motelle à trois barbillons (Gaidropsarus vulgaris), la Motelle de Méditerranée possède aussi trois barbillons; elle est parfois appelée Motelle tachetée.

## Répartition
Gaidropsarus mediterraneus est présente dans la partie ouest de la Méditerranée ainsi que dans les eaux de l'Atlantique nord-est, du Sud de l'Espagne au Sud de la Norvège.